# Paweł Kapsa
Paweł Kapsa (ur. 24 lipca 1982 w Staszowie) – polski piłkarz, występujący na pozycji bramkarza w austriackim klubie SK Bischofshofen. Występował w juniorskich reprezentacjach Polski.

## Kariera juniorska
Paweł Kapsa jako dziecko był wyróżniającym się piłkarzem. Jego ulubioną pozycją był bramkarz, mimo tego bywał królem strzelców rozgrywek juniorskich.

## Kariera klubowa

### KSZO Ostrowiec Świętokrzyski (1998/99-2001/02)
Kapsa piłkarską karierę rozpoczynał w KSZO Ostrowiec Świętokrzyski.
W sezonie 2000/01 rozegrał jedno spotkanie w seniorskiej drużynie KSZO, w Pucharze Ligi z Górnikiem Łęczna. Mecz skończył się zwycięstwem KSZO 2:1. W sezonie 2001/02 12 sierpnia zadebiutował w 1 lidze (obecnej Ekstraklasie), w meczu 4 kolejki z Polonią Warszawa. Mecz się zakończył zwycięstwem drużyny ze stolicy 1:0. W tym sezonie jeszcze 8-krotnie pojawił się na boiskach 1 ligi w tym dwa razy wchodził podczas meczu jako rezerwowy za pierwszego bramkarza KSZO, Waldemara Piątka. Dodatkowo zagrał 3 razy w Pucharze Ligi i raz w Pucharze Polski. W sumie strzelono mu w 12 meczach (w dwóch wszedł jako zmiennik) 25 bramek.

### Wisła Płock (2002/03-2003/04)
Po spadku KSZO do drugiej ligi Kapsa odszedł do Wisły Płock, gdzie początkowo pierwszym bramkarzem był Sylwester Wyłupski. Kwota transferu nie została ujawniona. Podczas gry w Wiśle występował zazwyczaj z numerem 21.
W sezonie 2002/03 rozegrał w sumie 16 meczów w seniorskiej kadrze, w tym 8 w lidze i 8 w Pucharze Polski. Strzelono mu 4 bramki w ekstraklasie, w tym jedną w meczu z Legią Warszawa. Mecz ten został zweryfikowany jako walkower, gdyż w Wiśle na boisku od 59. do 65. minuty grało 6 obcokrajowców (ówczesne przepisy pozwalały na 5). W pucharze stracił 5 bramek, w tym 3 w finale Pucharu Polski z Wisłą Kraków. W sezonie 2003/04 zagrał 14 razy w Ekstraklasie, w tym raz zmieniając Jakuba Wierzchowskiego. Drugi bramkarz Wisły, Jakub Wierzchowski, zagrał w jednym meczu mniej od Kapsy. Wisła Płock zakończyła rozgrywki na 5. miejscu. 28 sierpnia 2003 Kapsa zadebiutował w Pucharze UEFA z łotewskim FK Ventspils. Wisła to spotkanie zremisowała 2:2. Pierwszy mecz, na Łotwie, skończył się remisem 1:1. Z uwagi na regułę bramek na wyjeździe do dalszej rundy zespół z Łotwy awansował. W Pucharze Polski zespół Wisły Płock odpadł w II rundzie, od której rozpoczynał grę. Przegrał z drugim zespołem Odry Opole. W całym meczu bronił Jakub Wierzchowski.

### Widzew Łódź (2004/05)
Po wygaśnięciu kontraktu z Wisłą Płock przed sezonem 2004/05 Kapsa przeniósł się do Widzewa Łódź, który spadł z I ligi. W Widzewie jednak przegrywał rywalizację o miejsce w składzie z bardziej doświadczonym Borisem Peškovičem i rozegrał 3 mecze, w tym 2 w II lidze oraz jeden mecz w Pucharze Polski. W przerwie zimowej Boris Peškovič odszedł do Pogoni Szczecin. Oczekiwano, że młody 22-letni Kapsa zostanie pierwszym bramkarzem Widzewa Łódź. 7 grudnia 2004 Kapsa, prowadząc samochód pod wpływem alkoholu, potrącił pieszego w centrum Łodzi. Za ten wypadek groziło piłkarzowi nawet 4,5 roku pozbawienia wolności. Kapsa nie trafił do więzienia. Po wypadku został zawieszony przez klub w prawach zawodnika. Widzew został bez bramkarza, mającego ligowe doświadczenie, dlatego wypożyczył Adama Piekutowskiego z Wisły Kraków. Po powrocie do drużyny Kapsa przegrywał rywalizację z Piekutowskim. Widzew ostatecznie zajął 5. miejsce w lidze, premiujące grą w barażu o I ligę. Łodzianie nie uzyskali awansu, ulegając w barażowym dwumeczu Odrze Wodzisław, która przez to utrzymała się w Ekstraklasie.

### KSZO Ostrowiec Świętokrzyski (2005/06-2006/07)
W 2005 roku Kapsa powrócił jako wolny zawodnik do swojego macierzystego klubu. Przez dwa sezony był podstawowym bramkarzem klubu i rozegrał 65 meczów w II lidze.
W sezonie 2005/06 zagrał w 32 meczach ligowych na 34 rozgrywane kolejki oraz w 3 spotkaniach Pucharu Polski; w jego drużynie w tamtym sezonie więcej meczów rozegrał jedynie Jacek Berensztajn i Maciej Rogalski (po 36). W lidze puścił 39 bramek, a w Pucharze Polski – 4 (wszystkie w meczach z Legią Warszawa). W meczu Lechia – KSZO, sprowokowany przez gdańskich kibiców, pokazał im wyprostowany środkowy palec, co spowodowało początkowo niechęć kibiców Lechii po przejściu do gdańskiego klubu. KSZO zakończył sezon na 9. miejscu.
W sezonie 2006/07 zagrał w 33 meczach ligowych na 34 rozgrywane kolejki oraz w 1 spotkaniu Pucharu Polski z Turem Turek, które KSZO przegrał. Rozegrał najwięcej spotkań w kadrze KSZO w sezonie 2006/07. W lidze puścił 30 bramek, a w Pucharze Polski – jedną (w przegranym 0:1 meczu z Turem Turek). KSZO zakończył sezon na 11. miejscu. KSZO Ostrowiec Świętokrzyski został karnie zdegradowany do III ligi za udział w korupcji.

### Lechia Gdańsk (2007/08 - 2010/2011)
Po karnej degradacji KSZO do III ligi Kapsa odszedł za darmo do drugoligowej Lechii Gdańsk, która w poprzednim sezonie zajęła najwyższe, niedające awansu, miejsce w lidze.
W sezonie 2007/08 zagrał w 24 meczach ligowych na 34 rozgrywane kolejki oraz w 3 spotkaniach Pucharu Polski. W lidze puścił 19 bramek, w Pucharze Polski zaś 4. Dwukrotnie został ukarany czerwoną kartką – w 18. kolejce meczu z Arką Gdynia (44. minuta) oraz w 24. kolejce w meczu z Odrą Opole (7. minuta). Kapsa początkowo rywalizował o miejsce w składzie z Mateuszem Bąkiem, debiutując w 10. kolejce po tym jak Mateusz Bąk doznał kontuzji. Ostatecznie w sezonie 2007/08 został uznany przez tygodnik Lechia.gda.pl najlepszym bramkarzem Lechii Gdańsk w sezonie, niewiele wyprzedzając Dominika Sobańskiego. Lechia skończyła sezon na pierwszym miejscu w tabeli i po raz pierwszy od sezonu 1987/88 (nie licząc Lechii/Olimpii) zagrała w najwyższej klasie rozgrywkowej w Polsce.
W sezonie 2008/09 zagrał w 18 meczach ligowych na 30 rozgrywanych kolejek. Rozegrał także jedno spotkanie w Pucharze Polski, 3 w Pucharze Ekstraklasy oraz jedno w Młodej Ekstraklasie. W lidze puścił 26 bramek, w Pucharze Polski – 1, w Pucharze Ekstraklasy – 2, w Młodej Ekstraklasie – 1. Według tygodnika Lechia.gda.pl bramkarzem jesieni 2008 został Mateusz Bąk, drugi w rankingu był Paweł Kapsa, obaj dostali wysokie noty. Na wiosnę, ze względu na kontuzję Mateusza Bąka, Kapsa był podstawowym bramkarzem Lechii, dodatkowo trafił raz do 11. kolejki. Lechia skończyła sezon na 11. miejscu.
W sezonie 2009/10 Kapsa rozpoczął grę w Ekstraklasie od ósmej kolejki – meczu z Zagłębiem Lubin. Wcześniej zagrał w dwóch meczach Młodej Ekstraklasy – z Cracovią (2:3) i Polonią (4:4). Później rozegrał wszystkie pozostałe mecze zarówno w lidze jak i w Pucharze Polski. W meczu 28. kolejki z GKS Bełchatów wszedł jako zmiennik Sebastiana Małkowskiego. W sumie w 23 meczach stracił 23 bramki w lidze oraz 5 bramek w 5 meczach pucharowych. W styczniu 2010 podpisał nowy kontrakt z Lechią Gdańsk, obowiązujący do końca sezonu 2011/12 Serwis lechia.gda.pl na koniec rundy wiosennej sezonu 2009/10 wypowiadał się pochlebnie o Kapsie, stwierdzając że był jednym z najlepszych zawodników Lechii Gdańsk, jednak miał też kilka nieudanych interwencji.
Sezon 2010/11 Kapsa zaczął jako podstawowy bramkarz gdańskiej Lechii. Zagrał pierwsze 9 kolejek, tracąc 5 bramek (w tym dwie w meczu z Jagiellonią Białystok). Przełomowym meczem było spotkanie z Wisłą Kraków w Krakowie, które gdańszczanie przegrali 2:5 a Kapsa popełnił w nim wiele błędów, których efektem były bramki dla gospodarzy. Po tym meczu Kapsa został przeniesiony do drużyny Młodej Ekstraklasy, gdzie rozegrał zaledwie dwa spotkania a później do trzecioligowych rezerw Lechii, gdzie zagrał w spotkaniu z Gryfem Słupsk. Pierwszym bramkarzem gdańskiego zespołu został Sebastian Małkowski, który wcześniej bronił w rezerwach Lechii. Jednakże po meczu z broniącą się przed spadkiem Cracovią przegranym przez Lechię 0:3, Paweł Kapsa wrócił do pierwszego składu, gdzie utrzymał się do końca sezonu.
Przed sezonem 2011/2012 Kapsa nie został zgłoszony do kadry pierwszego zespołu Lechii Gdańsk. Jego kontrakt z Lechią wygasł 31 grudnia 2011 roku.

### Alki Larnaka (od 2011/2012)
W styczniu Kapsa jako wolny zawodnik przeszedł do cypryjskiej Alki Larnaka. Kapsa zadebiutował w nowym zespole 12 lutego 2012 w meczu 20 kolejki z Anagennisi Dery. W sumie w 5 meczach (w jednym z nich wszedł w połowie meczu) stracił 8 bramek.

## Kariera trenerska
Kapsa był również trenerem bramkarzy juniorów Lechii Gdańsk.

## Kariera reprezentacyjna
Reprezentował Polskę w różnych kategoriach wiekowych, 6 razy w reprezentacjach do lat 16 i 17, siedmiokrotnie w reprezentacji do lat 18 oraz siedmiokrotnie w najstarszej kategorii juniorskiej U-21. Wraz z kadrą U-16 został wicemistrzem Europy U-16 w 1999 roku, zaś z drużyną U-18 wygrał Mistrzostwa Europy w 2001 roku.
W drużynie U-21 rozegrał co najmniej siedem spotkań.

## Statystyki
(stan na koniec sezonu 2010/11)
| Klub                         | Sezon         | Liga          | Liga  | Liga            | Puchary krajowe | Puchary krajowe | Puchary europejskie | Puchary europejskie | Łącznie | Łącznie         |
| Klub                         | Sezon         | Liga          | Mecze | Bramki stracone | Mecze           | Bramki stracone | Mecze               | Bramki stracone     | Mecze   | Bramki stracone |
| ---------------------------- | ------------- | ------------- | ----- | --------------- | --------------- | --------------- | ------------------- | ------------------- | ------- | --------------- |
| KSZO Ostrowiec Świętokrzyski | 1998/99       | II liga       |       |                 |                 |                 | –                   | –                   |         |                 |
| KSZO Ostrowiec Świętokrzyski | 1999/00       | II liga       |       |                 |                 |                 | –                   | –                   |         |                 |
| KSZO Ostrowiec Świętokrzyski | 2000/01       | II liga       | 1     | 1               |                 |                 | –                   | –                   | 1       | 1               |
| KSZO Ostrowiec Świętokrzyski | 2001/02       | Ekstraklasa   | 9     | 15              | 4               | 10              | –                   | –                   | 13      | 25              |
| Wisła Płock                  | 2002/03       | Ekstraklasa   | 8     | 5               | 8               | 5               | –                   | –                   | 16      | 10              |
| Wisła Płock                  | 2003/04       | Ekstraklasa   | 14    | 22              | 0               | 0               | 1                   | 2                   | 15      | 24              |
| Widzew Łódź                  | 2004/05       | II liga       | 2     | 2               | 1               | 0               | –                   | –                   | 3       | 2               |
| KSZO Ostrowiec Świętokrzyski | 2005/06       | II liga       | 32    | 39              | 3               | 4               | –                   | –                   | 35      | 43              |
| KSZO Ostrowiec Świętokrzyski | 2006/07       | II liga       | 33    | 30              | 1               | 1               | –                   | –                   | 34      | 31              |
| Lechia Gdańsk                | 2007/08       | II liga       | 24    | 19              | 3               | 4               | –                   | –                   | 27      | 23              |
| Lechia Gdańsk                | 2008/09       | Ekstraklasa   | 19    | 30              | 4               | 3               | –                   | –                   | 23      | 33              |
| Lechia Gdańsk                | 2009/10       | Ekstraklasa   | 23    | 23              | 5               | 5               | –                   | –                   | 28      | 28              |
| Lechia Gdańsk                | 2010/11       | Ekstraklasa   | 19    | 22              | 2               | 4               | –                   | –                   | 21      | 26              |
| Lechia Gdańsk                | 2011/12       | Ekstraklasa   | 0     | 0               | 0               | 0               | –                   | –                   | 0       | 0               |
| Alki Larnaka                 | 2011/12       | A’ Kategorias | 5     | 8               | 0               | 0               | –                   | –                   | 5       | 8               |
| Łącznie                      | KSZO          | KSZO          |       |                 |                 |                 | –                   | –                   |         |                 |
| Łącznie                      | Wisła Płock   | Wisła Płock   | 22    | 27              | 5               | 8               | 1                   | 2                   | 28      | 32              |
| Łącznie                      | Lechia Gdańsk | Lechia Gdańsk | 85    | 94              | 14              | 16              | –                   | –                   | 99      | 110             |
| Łącznie                      | Ekstraklasa   | Ekstraklasa   | 92    | 117             | 23              | 27              | 1                   | 2                   | 116     | 146             |
| Łącznie                      | I liga        | I liga        | 91    | 80              | 8               | 9               | –                   | –                   | 99      | 89              |

1. ↑  Według nomenklatury obowiązującej w danym sezonie. 7 stycznia 2007 obradujące w Warszawie walne zgromadzenie sprawozdawczo-statutowe Polskiego Związku Piłki Nożnej przyjęło nową strukturę piłkarskich rozgrywek centralnych od sezonu 2008/2009 – cztery ligi centralne, od ekstraklasy przez pierwszą, dwie grupy drugiej do ośmiu grup trzeciej ligi[37]. Druga liga stała się więc pierwszą, trzecia drugą, a czwarta trzecią.
2. ↑  Uwzględniono Puchar Polski oraz Puchar Ekstraklasy.
3. ↑  Uwzględniono Puchar UEFA.
4. ↑  Zsumowano statystyki z występów w klubach grających w Ekstraklasie.
5. ↑  Zsumowano statystyki z występów w klubach grających na drugim szczeblu rozgrywkowym (do sezonu 2007/2008 nazywanych drugą ligą, od rozgrywek 2008/2009 zaś pierwszą).

## Życie prywatne
Jest żonaty, ma córkę Kornelię, urodzoną 21 września 2009 w Gdańsku i Stelle urodzoną 7 grudnia 2018 roku. Brat Kapsy, Mariusz, również piłkarz, gra na pozycji pomocnika w zespołach z niższych lig polskich.